# Lohmannia vulcania
Lohmannia vulcania är en kvalsterart som beskrevs av Schatz 1993. Lohmannia vulcania ingår i släktet Lohmannia och familjen Lohmanniidae. Inga underarter finns listade i Catalogue of Life.